# Rojdestvenka, Berezivka
Rojdestvenka (în ucraineană Рождественка) este un sat în comuna Striukove din raionul Mîkolaiivka, regiunea Odesa, Ucraina.

## Demografie
Componența lingvistică a localității Rojdestvenka
     Ucraineană (100%)
Conform recensământului din 2001, toată populația localității Rojdestvenka era vorbitoare de ucraineană (100%).